# Exallonyx pallidistigma
Exallonyx pallidistigma is een vliesvleugelig insect uit de familie van de Proctotrupidae. De wetenschappelijke naam van de soort is voor het eerst geldig gepubliceerd in 1922 door Morley.